# Intermission
Intermission е концертен албум на американската хевиметъл група Дио, издаден през 1986 г. от Vertigo Records и Warner Bros.. Парчетата са записани по времето, когато Вивиън Кемпбъл е в състава, по време на турнето за албума „Sacred Heart“. Крейг Голди идва на мястото на Кемпбъл и групата иска да го представи на феновете си с нещо ново. За това записват с него „Time to Burn“ и я прибавят към албума. Групата прави турне за този албум като продължение на това за „Sacred Heart“.

## Състав
- Рони Джеймс Дио – вокали
- Вивиън Кемпбъл – китара
- Крейг Голди – китара в „Time to Burn“
- Джими Бейн – бас
- Клод Шнел – клавиши
- Вини Апис – барабани

## Песни
| Intermission | Intermission                                                                   | Intermission | Intermission | Intermission | Intermission | Intermission | Intermission | Intermission | Intermission |
| №            | Име                                                                            | Време        |              |              |              |              |              |              |              |
| ------------ | ------------------------------------------------------------------------------ | ------------ | ------------ | ------------ | ------------ | ------------ | ------------ | ------------ | ------------ |
| 1.           | King of Rock and Roll                                                          | 3:24         |              |              |              |              |              |              |              |
| 2.           | Rainbow in the Dark                                                            | 6:10         |              |              |              |              |              |              |              |
| 3.           | Sacred Heart                                                                   | 6:10         |              |              |              |              |              |              |              |
| 4.           | Time to Burn                                                                   | 4:24         |              |              |              |              |              |              |              |
| 5.           | Rock 'n' Roll Children" / Long Live Rock 'n' Roll / Man on the Silver Mountain | 9:38         |              |              |              |              |              |              |              |
| 6.           | We Rock                                                                        | 4:34         |              |              |              |              |              |              |              |
| 34:20        |                                                                                |              |              |              |              |              |              |              |              |

## Позиции в класациите

### Албум
| Година | Албум        | Позиция       | Позиция                              |
| ------ | ------------ | ------------- | ------------------------------------ |
| Година | Албум        | Billboard 200 | Великобританската класация за албуми |
| 1986   | Intermission | #70           | #22                                  |

|  | Тази страница частично или изцяло представлява превод на страницата Intermission (album) в Уикипедия на английски. Оригиналният текст, както и този превод, са защитени от Лиценза „Криейтив Комънс – Признание – Споделяне на споделеното“, а за съдържание, създадено преди юни 2009 година – от Лиценза за свободна документация на ГНУ. Прегледайте историята на редакциите на оригиналната страница, както и на преводната страница, за да видите списъка на съавторите. ВАЖНО: Този шаблон се отнася единствено до авторските права върху съдържанието на статията. Добавянето му не отменя изискването да се посочват конкретни източници на твърденията, които да бъдат благонадеждни. |